# اولیویه مونترروبیو
اولیویه مونترروبیو (انگلیسی: Olivier Monterrubio؛ زادهٔ ۸ اوت ۱۹۷۶) بازیکن فوتبال اهل فرانسه است.
از باشگاه‌هایی که در آن بازی کرده‌است می‌توان به باشگاه فوتبال سیون، باشگاه فوتبال لانس، باشگاه فوتبال رن، باشگاه فوتبال نانت، و باشگاه فوتبال لوریان اشاره کرد.
وی همچنین در تیم ملی فوتبال France B بازی کرده‌است.